# 步步高 (电子企业)
广东步步高电子工业有限公司（簡稱步步高电子或步步高），英文又称BBK Electronics，是一家已不存在的中华人民共和国科技和消费电子企业，以生产通信产品、影音电子产品和教育用途的電子產品为主。该公司于1995年9月18日由前小霸王厂长、美籍华裔企业家段永平在广东省東莞市長安鎮成立，并于20世纪末至21世纪初进行公司架构重组，将步步高改制为一家允许旗下子公司独立运作的伞形公司；其视听电子分公司与通信科技分公司后来各自独立为智能手机公司OPPO（包括子公司一加和realme）和vivo（包括子公司iQOO），有时被商界合称为“步步高系”。而步步高的另一分公司教育电子公司至今则采用步步高和小天才两线并行的品牌策略。
截至2025年2月，步步高系智能手机制造商共占据中国大陆18.64%的市场份额，略高于华为终端的18.27%，若按市场份额计算，步步高是中国大陆第二大手机公司。步步高系智能手机制造商还占据印度48.9%的市场份额，为印度第一大手机公司。
2023年4月7日，该公司完成注销。继续持有“步步高”作为品牌商标的公司有主营电子学习产品同时作为小天才股东的步步高教育科技有限公司、主营座机电话的步步高电子科技有限公司、主营稻谷科技地产的江苏步步高置业有限公司。

## 歷史
1989年3月，30岁出头的段永平打造了「小霸王」家用遊戲機，該主機其實是任天堂紅白機的山寨版，但段永平以「學習機」打入市場說服家長購置，其中不少自製卡夾確實是寓教於樂的教學軟體，但也可以遊玩“打蜜蜂”和“超级玛丽”等遊戲，包含盜版卡夾也可以運行，所以家長和孩童都有動機購買。小霸王讓虧損200萬元的小電子廠變成營業額十億元的大廠。之後老板不断失信，段永平出走，經營狀況讓公司開始嘗試別的業務。
1995年9月18日，段永平与陈明永、黄一禾等人共同成立广东力高电子有限公司（步步高前身）。1996年，力高电子更名为步步高电子，并开始销售学生电脑、影碟机、复读机等电子产品。在这一时期，步步高电子还涉足电话机的生产。
随着亚洲金融危机爆发，1999年初，步步高电子进行公司架构重组，将总公司改制为仅拥有“步步高”商标、品牌和旗下3家子公司部分股权的伞形公司，并逐步拆分出步步高视听电子有限公司（OPPO的前身，后解散并将全部雇员转移至新成立的广东欧珀电子工业有限公司，由陈明永负责）、步步高通信科技有限公司（vivo的前身，后来自身成立维沃移动通信有限公司，由沈炜负责）以及步步高教育电子有限公司（由黄一禾负责）三家子公司，后来步步高总公司自身也被重组为步步高通信科技公司的一部分。三家公司自身均实行财务独立核算，但共享步步高的商标、品牌和80%的销售渠道。而段永平本人在公司架构重组后则退居二线，并举家移民美利坚合众国。雖然這幾家公司關係密切，但因為股權已經獨立的關係，互為競爭並有不同的產品定位，但也会在部分情况下进行一定合作，例如在OPPO和vivo的一部分营销网点均有小天才产品的销售柜台。
2023年4月7日，步步高电子公司解散，旗下的维沃移动通信有限公司、广东欧加控股有限公司等子公司自此成为完全独立的公司形态。原属步步高的中国科技企业，包括OPPO、vivo、一加、realme、以及iQOO，在一些情况下被传媒称作步步高系。

## 分部

### 步步高视听电子
步步高视听电子公司于1999年底由步步高总公司拆出，由陈明永负责该分部。该分公司初期以“步步高”品牌生产录影机产品，后于2004年解散，全体员工转入新成立的广东欧珀电子工业有限公司，该公司于当年开始以OPPO品牌生产蓝光播放机等视听产品，2005年开始在中国大陆以相同品牌生产随身听产品；2008年开始生产手机产品至今，初期的欧珀电子生产功能手机，后于2011年推出第一款智能手机OPPO Find，并于2013年和2018年分别成立一加和realme两个子品牌，前者主打旗舰级性能和设计，主要面向美国等发达国家销售，后者则以经济型手机深耕印度等发展中国家市场。
欧珀公司开发的深度定制Android系统为ColorOS，亦有为中国大陆境外一加产品特别开发的OxygenOS及为全部realme产品开发的realme UI。欧珀公司还曾为中国大陆一加产品开发另一深度定制Android系统氢OS，直至2021年中国大陆的一加产品全数换用ColorOS为止。

### 步步高通信科技
步步高通信科技公司于1999年底由步步高总公司拆出，由沈炜负责该分部。该分公司初期以“步步高”品牌生产固定电话、无绳电话等产品，2005年开始以“步步高”品牌生产功能手机。2011年开始，该公司以“vivo”品牌生产智能手机至今，其公司名称也改为维沃移动通信有限公司。
步步高通信科技公司最早开发的深度定制Android系统为Funtouch OS，后在2020年于其在中国大陆生产的智能手机产品上开始使用同样为自家开发的另一深度定制Android系统Origin OS。

### 步步高教育电子
步步高教育电子公司于1999年底由步步高总公司拆出，初期由黄一禾负责教育电子公司，后因黄一禾退休而由金志江接棒。该分公司以“步步高”品牌生产点读机、学生电脑、复读机等教育电子产品，2010年代末期也开始以“小天才”“imoo”等品牌生产注重无纸化教育功能的智能手表、智能手机、平板电脑等产品，主打小中学生消费者市场。
步步高教育电子公司亦开发一类深度定制Android系统StudyOS，对屏幕使用及软件安装作了较大限制，以符合无纸化教育需求。

### 步步高生活电器
步步高电子公司也曾在2008年至2011年之间生产豆浆机、电磁炉等白色家电，并以“步步高生活电器”的品牌销售，唯因销量不景而撤出白色家电市场。